# Gabriele Finaldi

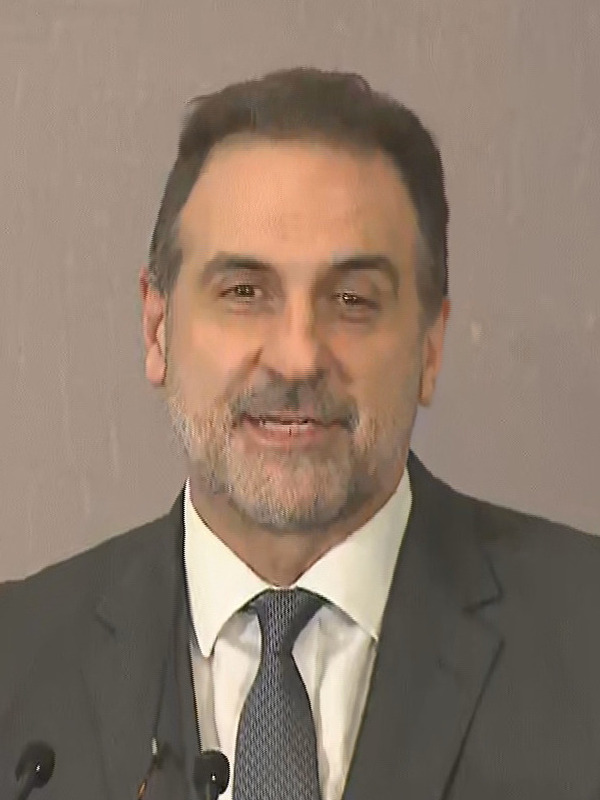
Gabriele Finaldi

Gabriele Finaldi (Londres, 1965) es, desde 2015, director de la National Gallery de Londres.

## Biografía
Finaldi nació en Barnet y se crio en Catford, en el sur de Londres, hijo de padre napolitano y madre mitad polaca, mitad inglesa. Tras estudiar en Dulwich College y en el Courtauld Institute of Art, fue conservador en la National Gallery de Londres (1992-2002) y director Adjunto de Conservación e Investigación del Museo del Prado (2002-2015).
Durante su etapa en el Museo del Prado participó en la ampliación en 2007 y en la creación del Centro del Estudios en 2008, además de programar exposiciones como la de Tiziano (en 2003, en colaboración con la National Gallery); Manet (2004); El retrato español de el Greco a Picasso (2006); Turner (2010, en colaboración con la Tate Britain y el Louvre); El Hermitage en el Prado (2011); El último Rafael (2012, en colaboración con el Louvre) y El Greco y la pintura moderna.
Así mismo, fue director del Boletín del Museo del Prado y el encargado de la adquisición para el Museo de El Triunfo del vino de san Martín, de Pieter Bruegel el Viejo y de la tabla La Oración en el Huerto atribuida a Colaert de Laon.

## Distinciones y premios
- Doctor honoris causa por la Universidad Francisco de Vitoria[5]